# Copa Intercontinental de Beisebol
A Copa Intercontinental (em inglês: Intercontinental Cup) é uma competição internacional de beisebol de responsabilidade da Federação Internacional de Beisebol. Foi organizada pela primeira vez em 1973 na Itália, e realizada bianualmente até 1999. O campeonato de 2001 foi atrasado para 2002, e a décima sexta edição do torneio aconteceu em Taichung, Taiwan, de 9 de novembro a 19 de novembro de 2006.

## Resultados
|      | Ano  | Sede         | Ouro           | Prata          | Bronze               |
| ---- | ---- | ------------ | -------------- | -------------- | -------------------- |
| I    | 1973 | Itália       | Japão          | Porto Rico     | Estados Unidos       |
| II   | 1975 | Canadá       | Estados Unidos | Japão          | Nicarágua            |
| III  | 1977 | Nicarágua    | Coreia do Sul  | Estados Unidos | Japão                |
| IV   | 1979 | Cuba         | Cuba           | Japão          | Estados Unidos       |
| V    | 1981 | Canadá       | Estados Unidos | Cuba           | República Dominicana |
| VI   | 1983 | Bélgica      | Cuba           | Estados Unidos | Taipé Chinês         |
| VII  | 1985 | Canadá       | Cuba           | Coreia do Sul  | Japão                |
| VIII | 1987 | Cuba         | Cuba           | Estados Unidos | Japão                |
| IX   | 1989 | Porto Rico   | Cuba           | Japão          | Porto Rico           |
| X    | 1991 | Espanha      | Cuba           | Japão          | Nicarágua            |
| XI   | 1993 | Itália       | Cuba           | Estados Unidos | Japão                |
| XII  | 1995 | Cuba         | Cuba           | Japão          | Nicarágua            |
| XIII | 1997 | Espanha      | Japão          | Cuba           | Austrália            |
| XIV  | 1999 | Austrália    | Austrália      | Cuba           | Japão                |
| XV   | 2002 | Cuba         | Cuba           | Coreia do Sul  | República Dominicana |
| XVI  | 2006 | Taipé Chinês | Cuba           | Países Baixos  | Taipé Chinês         |

### Ranking de medalhas
| Pos. | País                 | Gold | Silver | Bronze | Total |
| ---- | -------------------- | ---- | ------ | ------ | ----- |
| 1    | Cuba                 | 10   | 3      | 0      | 13    |
| 2    | Japão                | 2    | 5      | 5      | 12    |
| 3    | Estados Unidos       | 2    | 4      | 2      | 8     |
| 4    | Coreia do Sul        | 1    | 2      | 0      | 3     |
| 5    | Nicarágua            | 0    | 0      | 3      | 3     |
| 6    | Austrália            | 1    | 0      | 1      | 2     |
| 7    | Porto Rico           | 0    | 1      | 1      | 2     |
| 8    | Taipé Chinês         | 0    | 0      | 2      | 2     |
| 9    | República Dominicana | 0    | 0      | 2      | 2     |
| 10   | Países Baixos        | 0    | 1      | 0      | 1     |